# Mir u Campo Formiju
Kampoformijski mir potpisali su 17. listopada 1797. Napoleon, kao predstavnik Francuske, i grof Ludwig von Cobenzl, kao predstavnik Austrije. Mir je označio kraj Prve koalicije, pobjedonosni završetak Napoleonovog pohoda u Italiju te završetak prve faze Napoleonskih ratova. Mirovni sporazum je odredio raspodjelu teritorija. Teritorij Mletačke Republike je podijeljen, a Belgija je pripala Francuskoj.